# Jasmin Hercegovac
Jasmin Hercegovac (3 luglio 1977) è un cestista sloveno.
Playmaker di 190 cm, ha vinto il FIBA 3x3 World Tour nel 2013 con Brezovica e nel 2016 con Lubiana; è stato l'mvp delle finali del secondo titolo.